# Creuse (fiume)
La Creuse è un fiume del centro della Francia, affluente della Vienne, lungo 255 km.

## Percorso
Nasce a Saint-Priest-la-Marche, nel dipartimento della Creuse, sul Plateau de Millevaches, e sfocia presso Port-de-Piles, nella Vienne.

## Comuni attraversati dalla Creuse
La Creuse attraversa 80 comuni:
Creuse
Ahun, Ajain, Alleyrat, Anzême, Aubusson, Blessac, Le Bourg-d'Hem, La Celle-Dunoise, Champsanglard, Clairavaux, Cressat, Crozant, Croze, Felletin, Fransèches, Fresselines, Glénic, Jouillat, Maison-Feyne, Le Mas-d'Artige, Mazeirat, Moutier-d'Ahun, Moutier-Rozeille, Pionnat, Saint-Fiel, Saint-Laurent, Saint-Maixant, Saint-Martial-le-Mont, Saint-Médard-la-Rochette, Saint-Quentin-la-Chabanne, Saint-Sulpice-le-Dunois, Sainte-Feyre, Villard
Indre
Argenton-sur-Creuse, Badecon-le-Pin, Baraize, Le Blanc, Ceaulmont, Chasseneuil, Chitray, Ciron, Cuzion, Éguzon-Chantôme, Fontgombault, Gargilesse-Dampierre, Lurais, Le Menoux, Néons-sur-Creuse, Oulches, Le Pêchereau, Le Pont-Chrétien-Chabenet, Pouligny-Saint-Pierre, Preuilly-la-Ville, Rivarennes, Ruffec, Saint-Aigny, Saint-Gaultier, Saint-Marcel, Saint-Plantaire, Sauzelles, Thenay, Tournon-Saint-Martin
Indre e Loira
Abilly, Barrou, La Celle-Saint-Avant, Chambon, Descartes, La Guerche, Nouâtre, Ports-sur-Vienne, Tournon-Saint-Pierre, Yzeures-sur-Creuse
Vienne
Buxeuil, Lésigny, Leugny, Mairé, Les Ormes, Port-de-Piles, La Roche-Posay, Saint-Rémy-sur-Creuse

## Affluenti
- Bouzanne (84,2 km)
- Petite Creuse (95,1 km)
- Rozeille (34,2 km)
- Sédelle (37,6 km)
- Gartempe (204,6 km)
- Claise (87,6)

## Immagini della Creuse

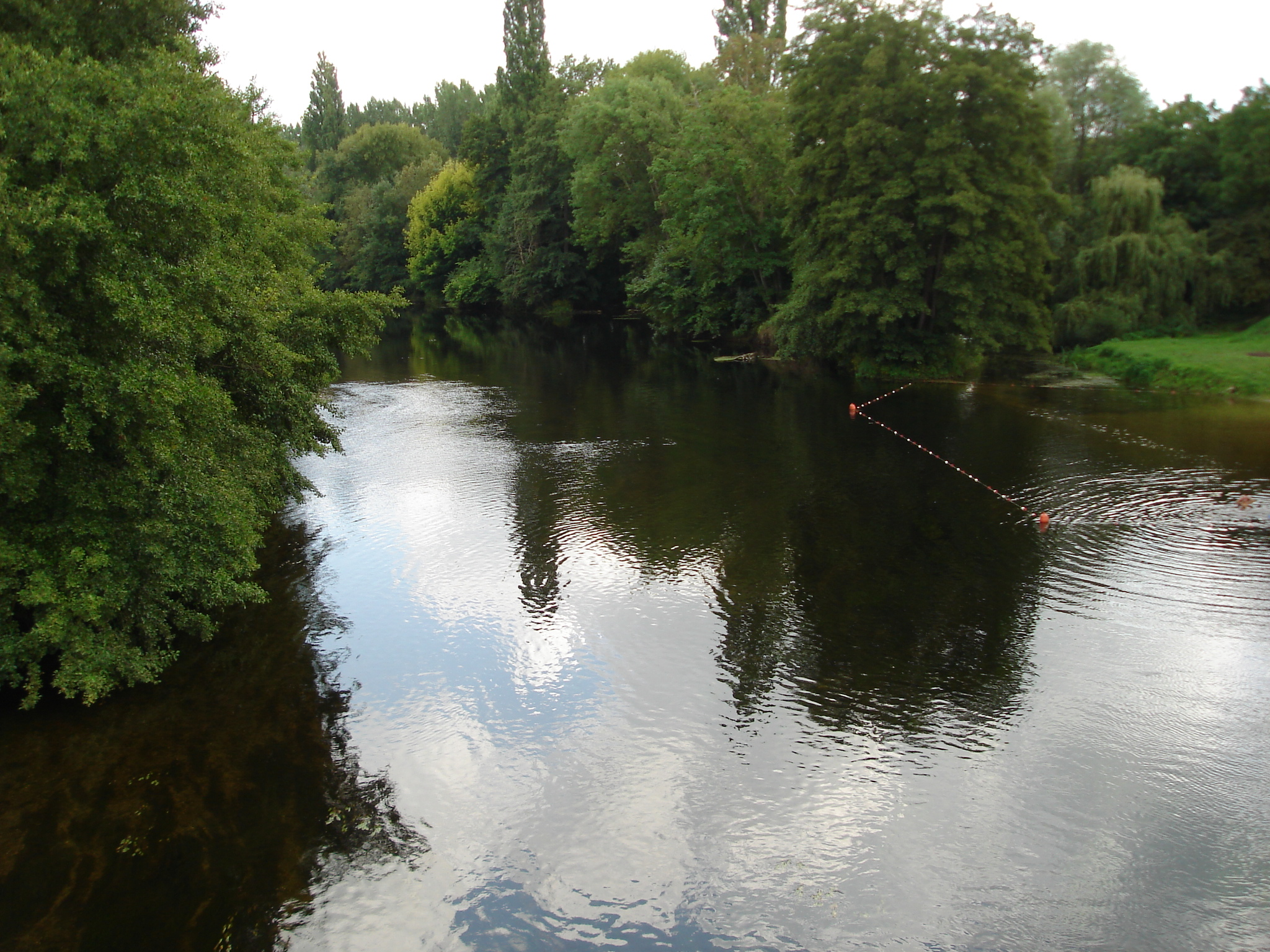
La Creuse in direzione di Preuilly-la-Ville, a Lurais, nel 2011
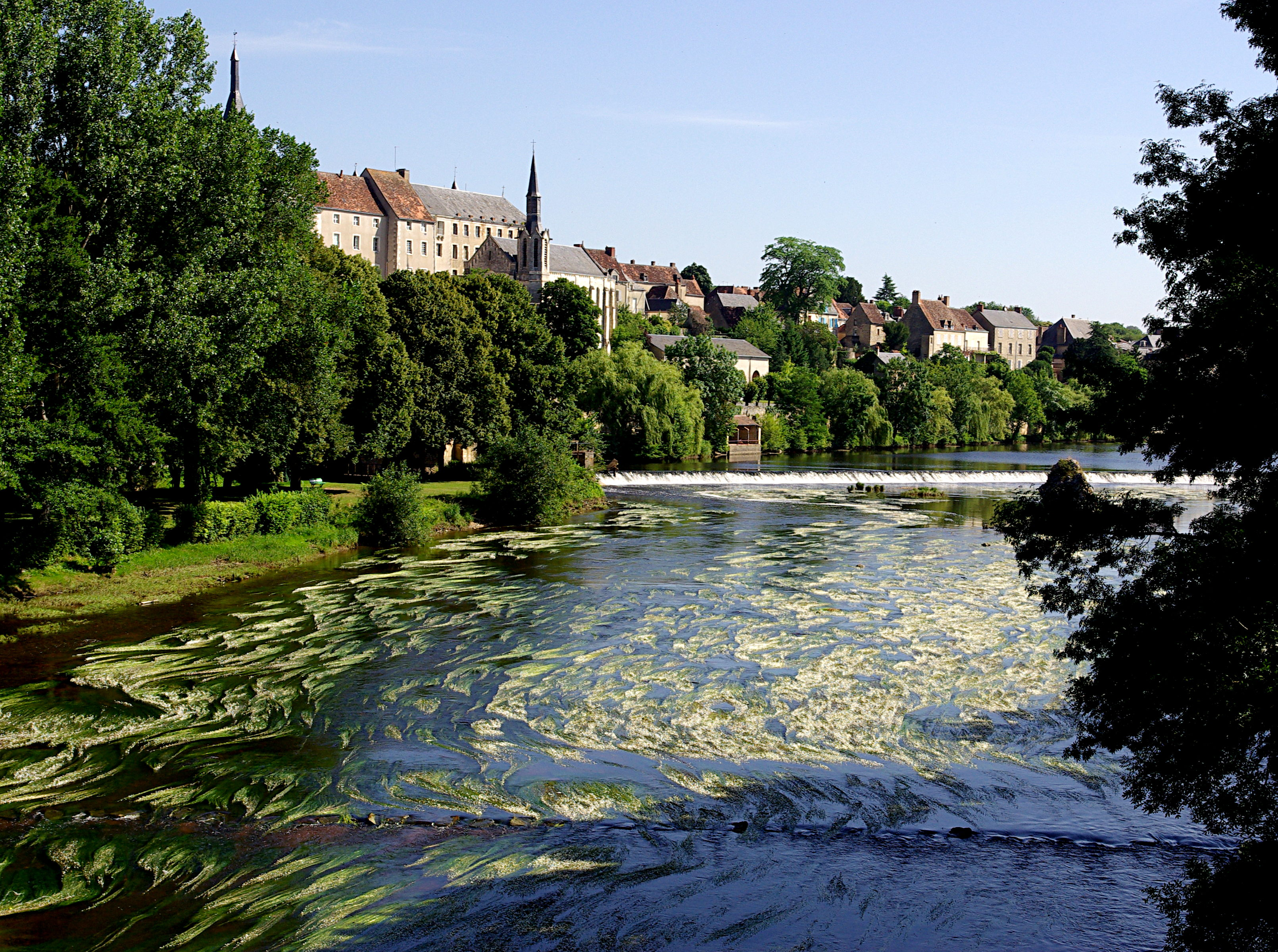
La Creuse a Saint-Gaultier nel 2008
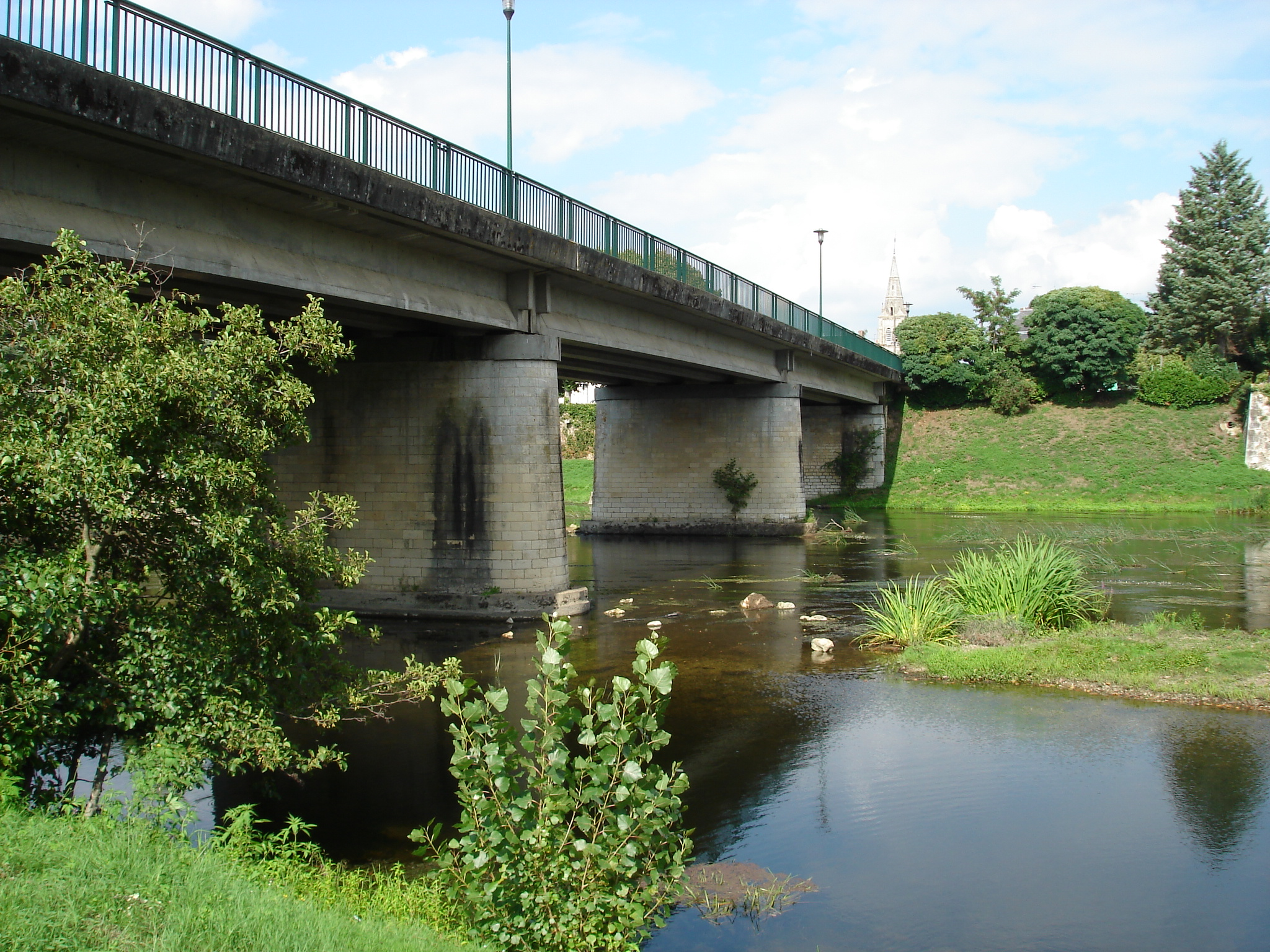
La Creuse a Tournon-Saint-Martin nel 2011
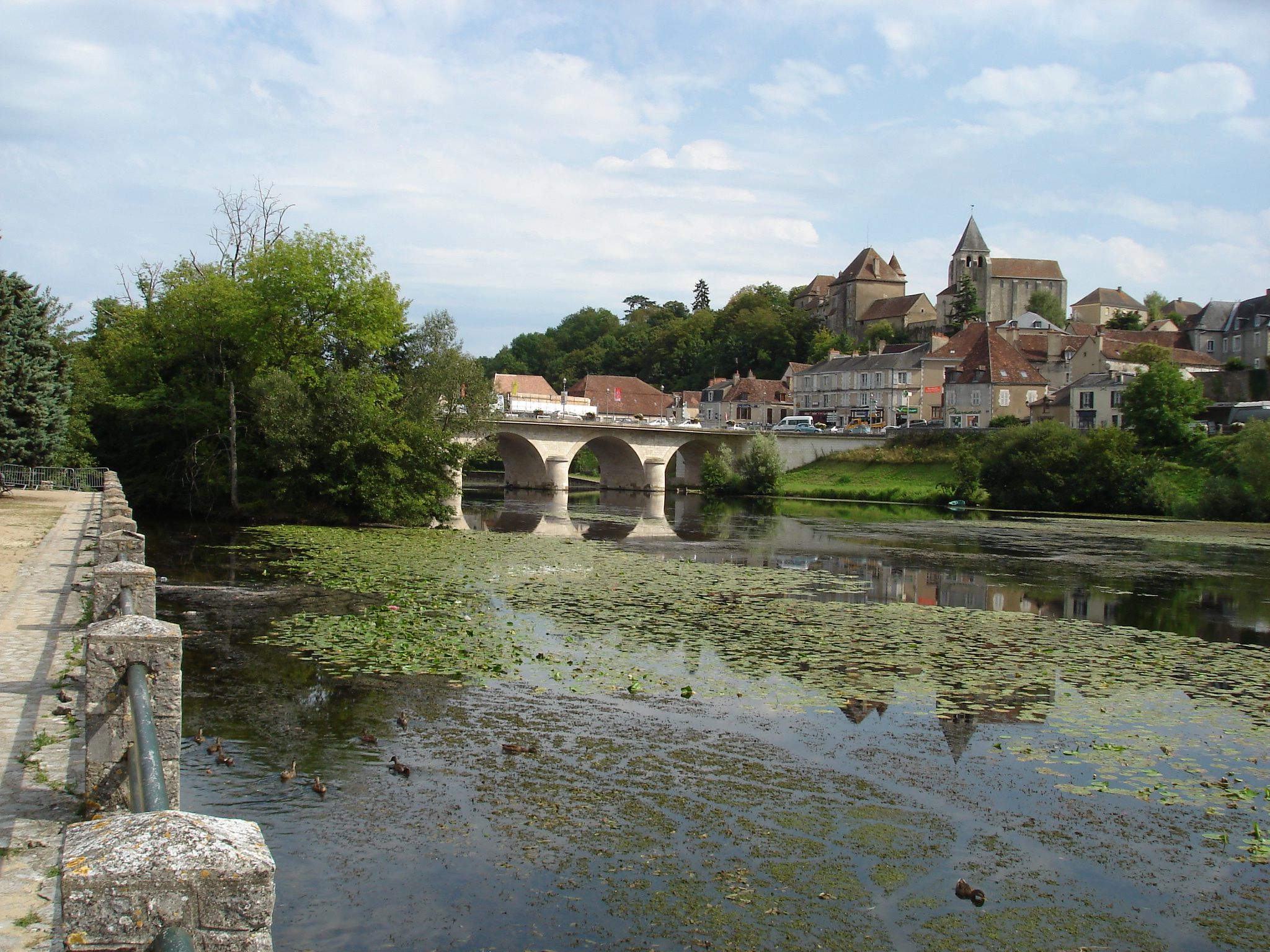
La Creuse a Le Blanc nel 2011